# تریسیل
تریسیل (به لاتین: Trysil) یک شهرداری در نروژ است که در هدمارک واقع شده‌است.

## خصوصیات
تریسیل ۳٬۰۱۴ کیلومترمربع مساحت و ۶٬۹۵۵ نفر جمعیت دارد.